# Malcolm Bradbury
Malcolm Stanley Bradbury, född 7 september 1932 i Sheffield, South Yorkshire, död 27 november 2000 i Norwich, Norfolk, var en brittisk författare och professor.

## Biografi och verk
Bradbury föddes 1932 i Sheffield som son till en järnvägsarbetare; hans familj flyttade till London 1935, men han återvände till Sheffield 1941 tillsammans med sin bror och mor.  familjen flyttade senare till Nottingham och 1943 påbörjade Bradbury sina studier vid West Bridgford Grammar School där han studerade till 1950. Han läste Engelska vid University College i Leicester och fortsatte sina studier med att läsa engelsk litteraturhistoria i London och Manchester. Mellan 1955 och 1958 flyttade Bradbury mellan lärarposter vid University of Manchester och Indiana University i USA. Han återvände till England 1958 för att genomgå en hjärtoperation. Under tiden som Bradbury låg inlagd på sjukhuset avslutade han sin första roman Eating People is Wrong, 1959, som beskriver livet vid ett universitet. 
Bradbury gifte sig med Elizabeth Salt, med vilken han fick två söner och han undervisade nu vid University of Hull. Från 1961 till 1965 undervisade han vid University of Birmingham. Hans andra roman, Stepping Westward, gavs ut 1965, och beskriver kritiskt en engelsmans möte med ett amerikanskt universitet. 1970 blev han professor i amerikanska studier vid University of East Angliia. Han gav ut Possibilities: Essays on the State of the Novel, 1973, The History Man, 1975, Who Do You Think You Are?, 1976, Rates of Exchange, 1983, där handlingen är förlagd till Östeuropa och där han försöker beskriva förändringen av värderingar under 1980-talet som enligt honom består av egoism och likgiltighet inför andra, och Cuts: A Very Short Novel, 1987. Han avslutade sin akademiska karriär 1995 då han gick i pension.
Bradbury var en produktiv akademisk författare men också en framgångsrik lärare med den moderna romanen som specialitet, han gav ut böcker om Evelyn Waugh, Saul Bellow och E.M. Forster, men också utgåvor av moderna klassiker såsom F. Scott Fitzgeralds The Great Gatsby, samt ett antal undersökningar och handböcker om modern skönlitteratur, både brittisk och amerikansk. Men mest känd för en bredare publik är han som författare av skönlitteratur. Trots att han ofta jämförs med David Lodge, en av hans vänner och en samtida brittisk författare inom universitetsromansgenren, så är Bradburys böcker konsekvent mörkare och mindre lekfulla i både stil och språk. 1986 skrev han en kort humoristisk bok med titeln Why Come to Slaka?, som är en parodi på resehandböcker.
Han skrev också flitigt för teve, till exempel serier som Anything More Would Be Greedy och The Gravy Train (ännu en beskrivning av livet i Slaka), och omarbetade romaner som Tom Sharpes Blott on the Landscape och Porterhouse Blue, Alison Luries Imaginary Friends och Kingsley Amis The Green Man till teve.
Hans mest kända roman The History Man, utgiven 1975, är en mörk satir över det akademiska livetoch visar baksidan av politiseringen av universiteten under 1970-talet. Romanen filmatiserades 1981 och blev en framgångsrik teveserie. Huvudperson är Howard Kirk, en sociologiprofessor vid det fiktiva University of Watermouth.
I romanen Cuts, 1987 är medievärlden måltavla för hans moraliska satir.